# Université Case Western Reserve
Pour les articles homonymes, voir Case (homonymie).
L'université Case Western Reserve (en anglais, Case Western Reserve University, souvent abrégée en Case ou CWRU) est une université de recherche privée américaine située à Cleveland dans l'Ohio.

## Historique
L'université Case Western Reserve a été fondée en 1967 par la fusion du Case Institute of Technology (fondé en 1880 par le philanthrope Leonard Case Jr.) et Western Reserve University (fondée en 1826 sur la zone qui était alors la Connecticut Western Reserve).

## Personnalités liées à l'université

### Professeurs
- Claudia Rankine
- George Washington Crile

### Étudiants
- Richard H. Thaler, prix Nobel 2017 de sciences économiques
- Clarence Emir Allen, personnalité politique
- Florence Ellinwood Allen, juge et militante féministe
- Warren Anderson, PDG de Union Carbide
- Jan Carew, écrivain et universitaire guyanien
- William Glasser, psychiatre
- Dennis Kucinich, personnalité politique américaine
- Donald Knuth, informaticien et mathématicien
- Patricia Mayayo, universitaire
- Albert A. Michelson, physicien et prix Nobel
- Craig Newmark, fondateur de craigslist
- Edward C. Prescott, économiste,
- Donald A. Thomas, astronaute
- Mark Weinberger, président-directeur général d'Ernst & Young